# 布萊恩·希伯理
布萊恩·希伯理（英語：Brian Sibley，1949年7月14日—）是英國作家、廣播劇編劇。他著有多本關於電影製作的書籍，介紹了《魔戒》、《哈比人》、《哈利波特》、《黃金羅盤》等奇幻電影的幕後製作歷程。

## 生平
希伯理在1949年7月14日於英國旺茲沃思出生。5歲時與家人搬到肯特郡的奇斯爾赫斯特居住，先後就讀聖尼古拉斯教堂小學和奇斯爾赫斯特第二男子中學（Chislehurst Secondary School for Boys）。從青少年時期他就非常熱愛迪士尼動畫。
1981年時，希伯理參與撰寫於BBC廣播四台播出的廣播劇《魔戒》的劇本。後來，希伯理陸續撰寫了一系列介紹《魔戒》與《哈比人》系列電影幕後製作的書籍。《魔戒電影官方指南》一書曾登上《紐約時報》暢銷書排行榜達四個月，而後他為撰寫《魔戒電影誕生密史》而前往紐西蘭，親自訪問超過一百五十多名《魔戒》劇組成員:91。此外希伯理也為導演彼得·傑克森撰寫官方傳記。
2016年10月，小熊維尼角色誕辰90週年之際，希伯理與其餘三位作家共同合著一部關於小熊維尼系列的新故事書《The Best Bear in All the World》，其中加入了新角色企鵝。

## 外部連結
- 官方网站
- 布萊恩·希伯理在互联网电影资料库（IMDb）上的資料（英文）
- 網路推理小說資料庫上的布萊恩·希伯理（英文）